# Hemmanabethur, Davanagere
Hemmanabethur là một làng thuộc tehsil Davanagere, huyện Davanagere, bang Karnataka, Ấn Độ.